# Cymindis alluaudi
Cymindis alluaudi es una especie de coleóptero de la familia Carabidae.

## Distribución geográfica
Habita en Marruecos.